# Барселон ди Жер
Барселон ди Жерс (фр. Barcelonne-du-Gers) насеље је и општина у јужној Француској у региону Миди Пирене, у департману Жерс која припада префектури Миранд.
По подацима из 2011. године у општини је живело 1.322 становника, а густина насељености је износила 65,16 становника/km². Општина се простире на површини од 20,29 km². Налази се на средњој надморској висини од 82 метара (максималној 161 m, а минималној 76 m).

## Демографија
| 1962. | 1968. | 1975. | 1982. | 1990. | 1999. | 2011. |
| ----- | ----- | ----- | ----- | ----- | ----- | ----- |
| 1.091 | 1.190 | 1.134 | 1.183 | 1.312 | 1.303 | 1.322 |

График промене броја становника у току последњих година